# Dálnoky Nagy Lajos
Dálnoky Nagy Lajos, névváltozat: Dálnoki Nagy (Miskolc, 1862. április 9. – Arad, 1937. március 2.) magyar színműíró, költő, műfordító.

## Életútja, munkássága
Dálnoki Nagy Barnabás közjegyző, költő és Szóltész Nagy Mária fiaként született. Középiskoláit a miskolci református líceumban illetve a pozsonyi államgimnáziumban végezte. 1866-ban Borsod megyei aljegyző, 1887-ben belügyminisztériumi segédfogalmazó, később aradi főispáni titkár lett, majd 1891-ben megyei főjegyzővé választották. 1899-től 1918-ig Arad vármegye alispánja volt. A 20. század elején Budapesten két vígjátékát mutatták be, az 1930-as években Aradon játszották Ifjúság és Úrlovas c. vígjátékait. Költészete közhelyszerű; Paul Géraldy, Paul Verlaine és Heine verseinek fordításával viszont figyelmet keltett. Elnöke, majd tiszteletbeli elnöke volt a Kölcsey Egyesületnek. Művei Dálnoky Lajos név alatt jelentek meg.

## Színművei
- A harag, 1 felv. verses dramolett, 1891. március 23-án jelentékeny sikert aratott a Nemzeti Színházban és ugyanezen év október 30-án Kolozsvárt, valamint a többi vidéki színpadokon is.
- A pletyka, vígjáték 2 felv. 1906. május 4-én adták a Nemzeti Színházban.
- Az attaché apja, vígjáték 3 felv. a Magyar Színház 1908. április 4-én mutatta be. (A darabnak csak az I. felvonását lehetett eljátszani, mert a II. felvonás elején a vasfüggöny ellensúlya leszakadt, mire a premier másnapra tolódott.)

## Aradon 1918 után megjelent munkái és műfordításai
- Tavasz – ősz (versek, 1922);
- Fény – árny (versek, 1924);
- Könny – mosoly (versek, 1925);

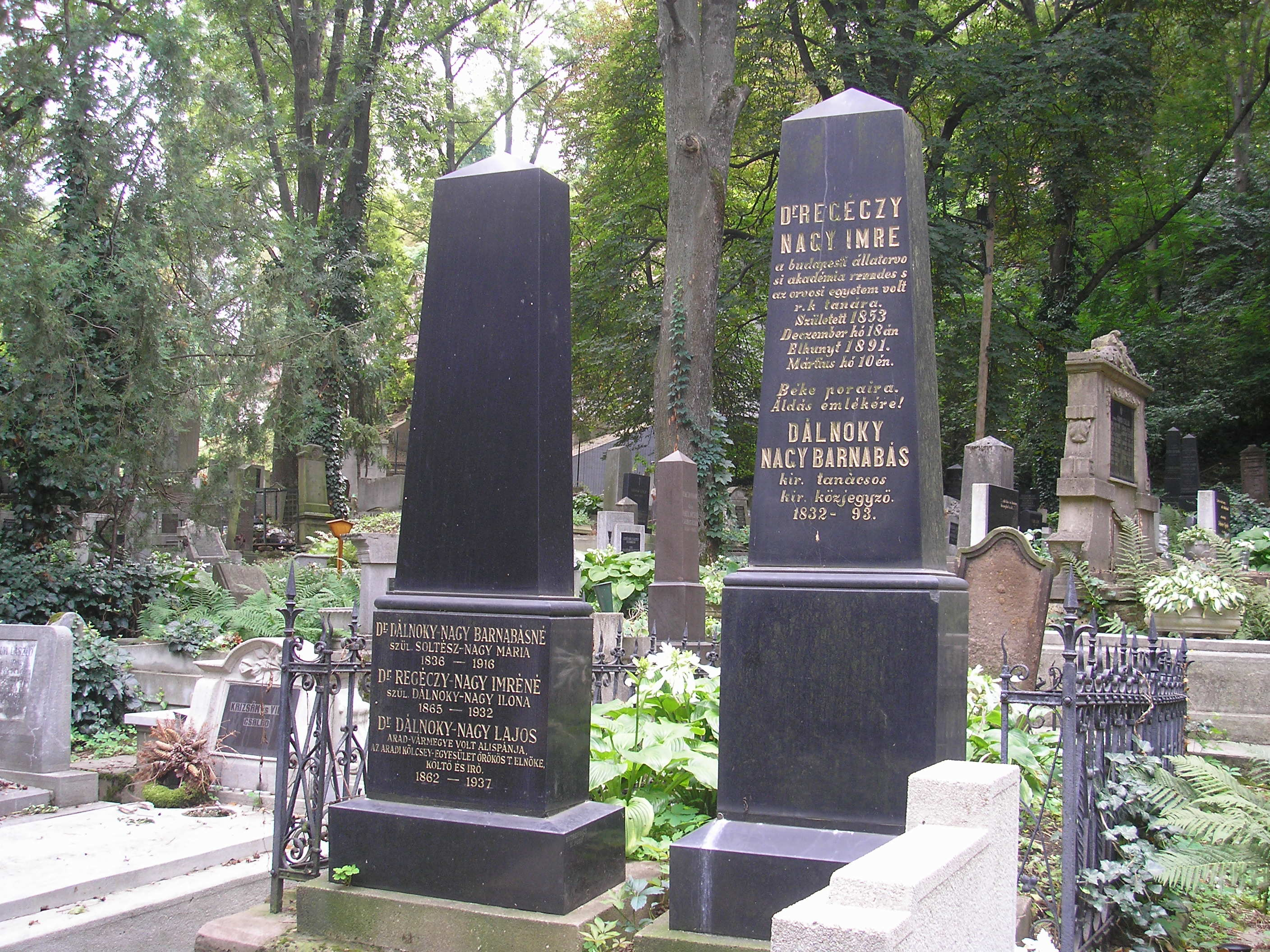
Dálnoky-Nagy Lajos és családja síremléke, az Avasi temetőben

- Karnevál (egyfelvonásos verses vígjáték, 1926);
- Paul Géraldy: Toi et moi (1927);
- Paul Verlaine: Jézus lábainál. A La sagesse ciklusból (1926);
- Mythologia (versek, 1928);
- Heinrich Heine: Neue Gedichte (1929);
- Összes művei (Fischer Aladár előszavával, 1937).